# یوری راتاس
یوری راتاس (استونیایی: Jüri Ratas؛ زادهٔ ۲ ژوئیهٔ ۱۹۷۸) یک سیاستمدار اهل استونی است.
وی از ۲۰۰۵ تا ۲۰۰۷ شهردار شهر تالین و معاون رئیس مجلس استونی بوده، راتاس از ۲۳ نوامبر ۲۰۱۶ تا ۲۶ ژانویه ۲۰۲۱ نخست‌وزیر استونی بوده‌است.